# Bussy-lès-Daours
Bussy-lès-Daours är en kommun i departementet Somme i regionen Hauts-de-France i norra Frankrike. Kommunen ligger i kantonen Corbie som tillhör arrondissementet Amiens. År 2022 hade Bussy-lès-Daours 383 invånare.

## Befolkningsutveckling
Antalet invånare i kommunen Bussy-lès-Daours
| Referens: INSEE |